# Vendelina Colja Pavlin
Vendelina Colja-Pavlin (partizansko ime Vera), slovenska politična delavka, * 31. oktober 1912, Branik, † 25. maj 1985, Nova Gorica.
Delavskemu gibanju se je pridružila 1934. V letih 1935−1938 je delala v Milanu. Vzdrževala je zvezo med partijsko organizacijo na Vipavskem in v Trstu ter prvimi organizatorji narodnoosvobodilne borbe na Primorskem. Avgusta 1942 se je umaknila v ilegalo in delala v Gorici, kjer so jo novembra istega leta fašisti aretirali. Po italijanski kapitulaciji se je vrnila na Vipavsko, postala sekretarka rajonskega komiteja Komunistične partije Slovenije (KPS) za Vipavsko, potem članica okrožnega komiteja KPS za Zapadno primorsko. Februarja 1945 je bila izvoljena za sekretarko pokrajinskega odbora Slovenske protifašistične ženske zveze za Slovensko primorje. Po osvoboditvi je politično delala na Tržaškem in Goriškem. Je nosilka partizanske spomenice 1941.